# 三条西実枝
三条西 実枝（さんじょうにし さねき）は、戦国時代から安土桃山時代にかけての公卿・歌人・古典学者。右大臣・三条西公条の子。官位は正二位・内大臣。

## 経歴
天文13年（1544年）に長男・公世と妻を相次いで失っている。『甲信紀行の歌』によれば、天文16年（1547年）に甲斐国へ下向し、武田信繁や大井信常らと歌会を行っている。天文21年（1552年）以降京都を離れ、駿河国へ移った。
駿河国滞在時に武田信玄による駿河侵攻が発生、その最中の永禄12年（1569年）に駿河国一宮の富士山本宮浅間大社に和歌を奉納している。その際の祝詞では武田氏の戦勝を祈願する体裁をとっている。同年に帰洛した後は、精力的に古典の講釈を行い、三条西家に伝わる『源氏物語』の学を集大成した『山下水』を著した。
正親町天皇に対しても視野の狭さから軽率な判断を下していると度々厳しい諫言を行っている。なお、長年にわたって正親町天皇が織田信長の蘭奢待切り取りに不満を抱いていた根拠とされてきた「蘭奢待香開封内奏状案」（東山御文庫勅封三十五函乙-11-15）について、金子拓は書状の形式と内容から天皇宛に出された書状であるとし、勅封された東大寺正倉院の開封に興福寺（藤原氏の氏寺）の関与を許したことに対する実枝の不満が述べられているものとしている。
天正7年（1577年）に織田信長の推挙により大納言に任じられた（当時、権大納言のみが任じられ正官の大納言は空席とされる慣習であったが、実枝は23年ぶりに任命された）。三条西家に代々伝わる古今伝授は一子相伝の秘事であったが、息子・公国は幼かったため、やむなく弟子の細川藤孝に初学一葉を与え、「たとえ細川家の嫡男の一人といえども、絶対に他人には伝授しないこと、三条西家に相伝が断絶するようなことがあれば、責任をもって伝え返すこと」等を誓わせ、古今伝授を行った。後にこれは現実のものとなり、公国が早世すると、幽斎は実枝の孫の実条に古今伝授を伝えた。
家集に『三光院集』がある。

## 官歴
※ 日付は旧暦
- 1512年（永正9）12月2日、従五位下に叙す。
- 1514年（永正11）12月2日、侍従に任ず。
- 1515年（永正12）2月6日、従五位上に昇叙。
- 1517年（永正14）1月26日、正五位下に昇叙。
- 年月不詳、右近衛少将に任ず。
- 1521年（大永元）2月20日、元服し諱を実世とする。禁色と昇殿を聴される。 12月17日、従四位下に昇叙。
- 1522年（大永2）12月27日、従四位上に昇叙。
- 1525年（大永5）3月13日、右近衛中将に任ず。
- 1526年（大永6）3月29日、正四位下に昇叙。
- 1530年（享禄3）1月20日、正四位上に昇叙、蔵人頭に補す。1月28日、参議に任ず。
- 1532年（享禄5）1月6日、従三位に昇叙。
- 1535年（天文4）12月4日、権中納言に任ず。
- 1536年（天文5）11月22日、正三位に昇叙。
- 1540年（天文9）1月25日、従二位に昇叙。
- 1541年（天文10）3月28日、権大納言に任ず。
- 1544年（天文13）6月2日、諱を実澄に改める。 8月25日、正二位に昇叙。
- 1552年（天文21）、駿河国へ下向。
- 1558年（永禄元）8月21日、帰洛。
- 1559年（永禄2）5月25日、駿河国へ下向。
- 1569年（永禄12）6月26日、甲斐国より帰洛。
- 1571年（元亀2）8月20日、伊勢国へ下向。 12月4日、帰洛。
- 1572年（元亀3）閏1月6日、権大納言を辞退。
- 1573年（元亀4）1月12日、本座を聴される。
- 1574年（天正2）3月3日、権大納言に還任。 12月24日、諱を実枝と改める。
- 1575年（天正3）11月3日、陸奥出羽按察使を兼ねる。 月日不詳、陸奥出羽按察使を辞退。
- 1577年（天正5）11月20日、大納言に任ず。
- 1579年（天正7）1月20日、内大臣に任ず。 1月22日、内大臣を辞退し、出家。法名豪空。24日死去。享年69。号：三光院。

## 系譜
- 父：三条西公条
- 母：甘露寺元長の娘
- 妻：吉田兼満の娘
  - 長男：三条西公世
- 妻：正親町三条公兄の娘
  - 次男：三条西公国（三条公広の父）
  - 三男：三条実綱
- 妻：畠山九郎の娘（-天文13年6月6日）：1541年10月に九郎の弟・畠山義総の猶子となって嫁いだが、1544年に難産により死去。法名は殊源恵海[6]
- 生母不明の子女
  - 女子：あここの方（織田信長側室）
  - 女子：稲葉良通正室
  - 女子：高倉永孝室

この他に東大寺に入った千世保丸という幼名を持つ息子がいた（織田信長による東大寺の蘭奢待切り取りに当たり、東大寺に別当が不在であることが問題視されて童形ながら東大寺別当に任じられている）。

## 登場する作品
- 『麒麟がくる』（2020年・NHK大河ドラマ　演：石橋蓮司）※ドラマでは、実澄（さねずみ）表記。